# Zespół pobernardyński we Wrocławiu
Zespół pobernardyński we Wrocławiu – zdesakralizowany zespół poklasztorny składający się z dawnego kościoła św. Bernardyna i klasztoru bernardynów, przy ul. Bernardyńskiej 5, na terenie dawnego Nowego Miasta, mieszczący obecnie Muzeum Architektury, biura Miejskiego Konserwatora Zabytków oraz mieszkania prywatne.

## Historia do 1945

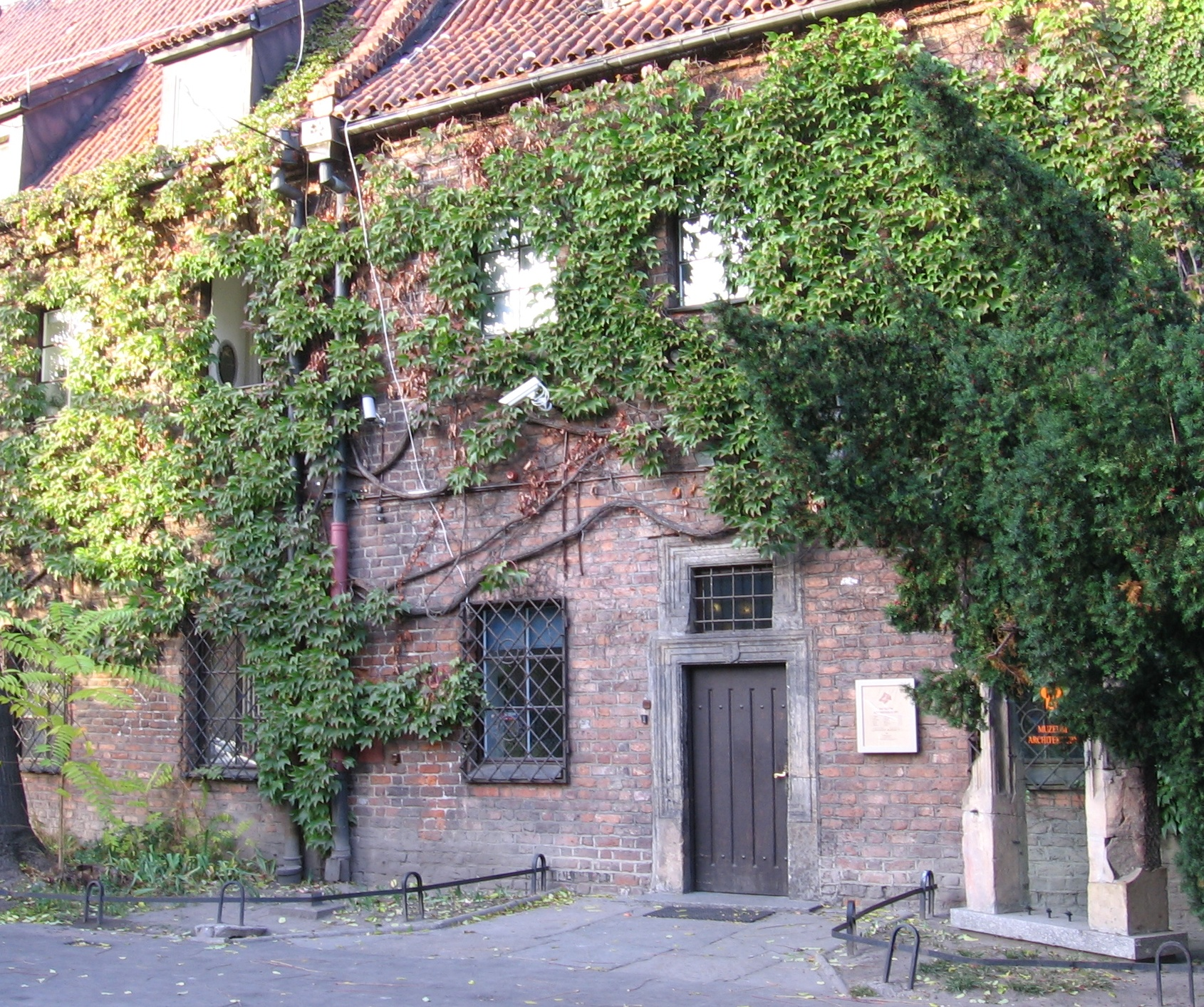
Wejście do Muzeum Architektury

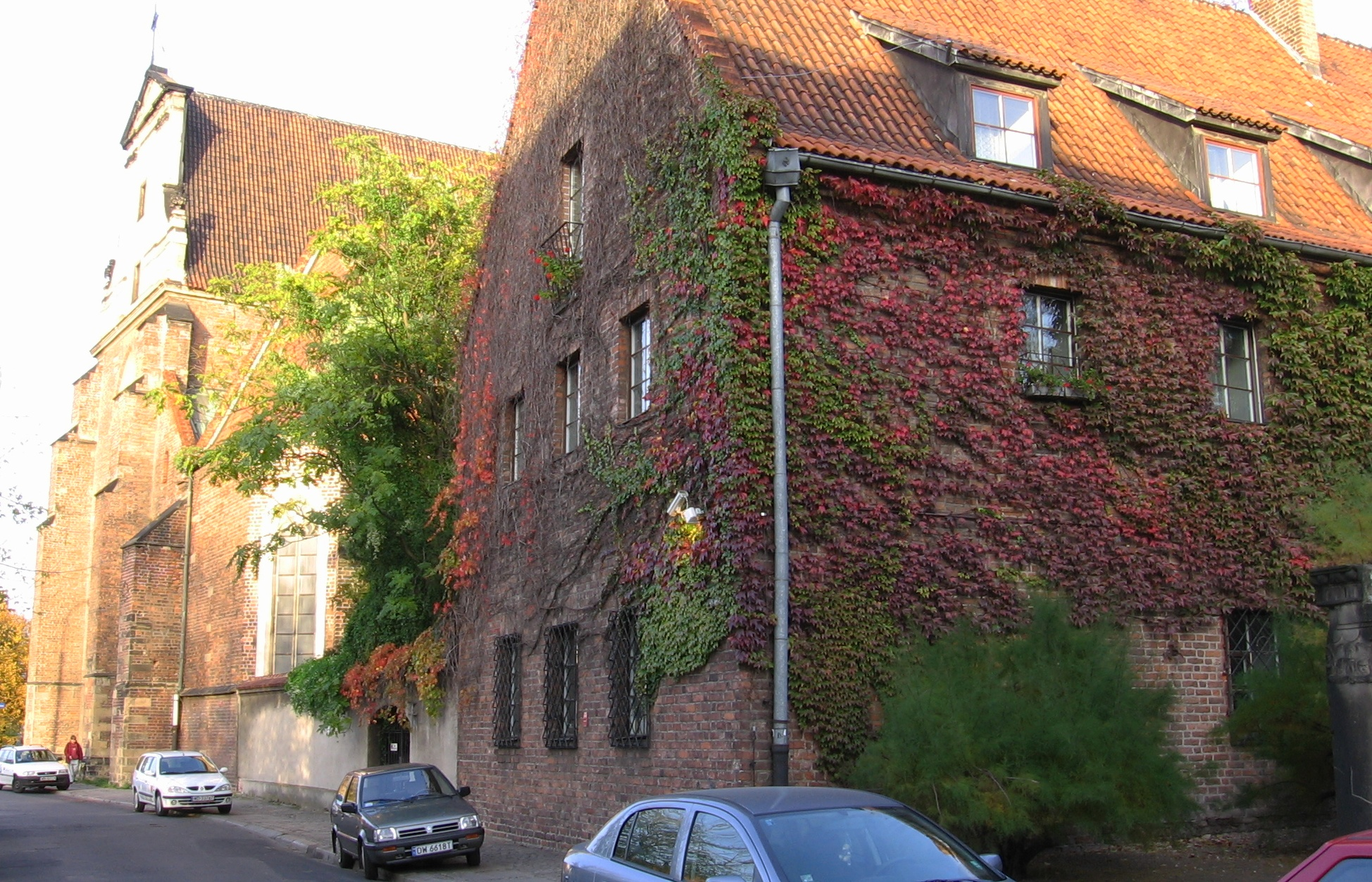
Wejście do oddziału ochrony zabytków; po lewej ul. Bernardyńska, w głębi kościół bernardynów

Jeszcze w 1453, tuż po przybyciu do Wrocławia św. Jana Kapistrana, wystawiono pierwszy, drewniany kościół oraz rozpoczęto budowę klasztoru, zakończoną przed rokiem 1500.
Kilka lat później zakonnicy przystąpili do budowy nowej świątyni.
Kościół drewniany został w międzyczasie rozebrany a na jego miejscu wzniesiono w latach 1463-1502 trójnawową bazylikę, przylegającą do dwukondygnacyjnych zabudowań klasztornych. W 1491 jej sklepienia zawaliły się. Wkrótce prace wznowiono. W 1704 kościół otrzymał późnobarokowy szczyt fasady zachodniej.
Klasztor bernardynów został wybudowany jako czworobok z wirydarzem i krużgankami o cennych wnętrzach w stylu późnego gotyku, przylega do niego drugi dziedziniec utworzony przez przedłużone skrzydło południowe, nawę kościoła i kaplicę oraz odgradzający od ulicy mur.
Sam kościół jest bazylikowy, bez transeptu, nawy nakryte są sklepieniami gwiaździstymi. W geometrii rzutu występują odchylenia od kąta prostego.
Wkrótce po ukończeniu zespołu klasztornego rada miejska zmusiła bernardynów do opuszczenia miasta; w roku 1522 w klasztorze został urządzony szpital, a później również szkoła i placówka pomocy społecznej, a kościół oddany został w 1526 ewangelikom, którzy ustanowili w nim parafię Nowego Miasta i mieli tu swoją siedzibę aż do końca II wojny światowej.
W budynkach klasztornych funkcjonowała również biblioteka, nazywana od swoich założycieli Bernardyną. Zbiory, pozostawione przez zakonników, uległy częściowemu rozproszeniu po 1522. Dopiero w 1621 ówczesny nadzorca kościoła i szpitala David Albrecht odnowił bibliotekę i przekazał do niej wiele cennych dzieł w własnej kolekcji. W kolejnych stuleciach księgozbiór znacznie się powiększył, dzięki licznym darowiznom wrocławskich mieszczan. Na początku XVIII w. zbiory liczyły 6348 pozycji, czyniąc Bernardynę jedną z najważniejszych i największych bibliotek w mieście. Zgodnie z ówczesną modą biblioteka pełniła również funkcję gabinetu osobliwości. Oprócz książek i rękopisów w jej pomieszczeniach gromadzono dzieła sztuki, kolekcje monet i medali, przyrządy astronomiczne oraz zbiory przyrodnicze m.in. rzadkie minerały i preparaty zwierzęce. W latach 1863–1865 zbiory biblioteki bernardyńskiej wraz z innymi placówkami połączono w jedną Bibliotekę Miejską.

## Historia po 1945
Zniszczony w 60% w czasie wojny zespół kościelno-klasztorny, odbudowany został w latach 1947-1949 i 1957-1967 według projektów i pod nadzorem Edmunda Małachowicza, który za swój wkład w dzieło odbudowy zachowujące gotycką atmosferę budynków wyróżniony został w roku 1966 przez ministra budownictwa. Od roku 1965 w budynku dawnego kościoła oraz czterech skrzydłach dawnego klasztoru swoją siedzibę ma Muzeum Architektury.